# Lista de prefeitos de Brusque
Esta é a lista de prefeitos e vice-prefeitos do município de Brusque, estado brasileiro de Santa Catarina.

## Histórico
Inicialmente, o município de Brusque começou com a instalação da Colônia Itajahy, por volta de 1860, sendo o dirigente maior o Administrador da Colônia.
O período colonial encerrou-se com a criação oficial do município de São Luiz Gonzaga em 23 de março de 1881, e sua definitiva instalação em 8 de julho de 1883, nomenclatura que perdurou apenas sete anos.
Guilherme Krieger foi o prefeito que mais vezes ocupou a cadeira, assumindo nos anos de 1886, 1889, 1902, 1907. Os prefeitos Nicolau Gracher e João Schaefer faleceram durante o exercício de seus mandatos.
A partir de 1970 foi criado o cargo de vice-prefeito e Alexandre Merico foi o primeiro a ocupá-lo, em 1973 e, mais tarde, em 1977, ele se tornou prefeito.

## Colônia Itajahy[1]
- 1860 - Barão von Schneeburg
- 1868 - Frederico Kitzing
- 1869 - Firmino Corrêa
- 1870 - Major João Detzi
- 1872 - Luiz Betim Paes Leme
- 1876 - Olímpio Pitanga
- 1877 - João Borges Júnior
- 1880 - Benjamin Lima
- 1881 - Jacinto Pantoja

## São Luiz Gonzaga[1]
- 1883 - Germano Willerding
- 1885 - Pedro Jacob Heil
- 1886 - Guilherme Krieger
- 1887 - Germano Thieme
- 1889 - Guilherme Krieger

## Brusque[1]
| N  | Nome                     | Imagem                | Partido               | Vice-prefeito                   | Início do Mandato                                                   | Fim do Mandato                                                                       | Observações |
| -- | ------------------------ | --------------------- | --------------------- | ------------------------------- | ------------------------------------------------------------------- | ------------------------------------------------------------------------------------ | --- |
| 1  | Carlos Renaux            |                       | PRC                   | —                               | 14 de janeiro de 1890                                               | 8 de março de 1891                                                                   | Intendente nomeado pelo Governador Lauro Müller                                                                                 |
| 2  | Guilherme Krieger        |                       | PRC                   | —                               | 9 de março de 1891                                                  | 31 de dezembro de 1891                                                               | Intendente nomeado pelo Governador Gustavo Richard                                                                              |
| 3  | Nicolau Gracher          |                       | PDC                   | —                               | 1° de janeiro de 1892                                               | 6 de abril de 1895                                                                   | Intendente nomeado pela Junta Governativa Catarinense                                                                           |
| 4  | Adriano Schaefer         |                       | PRC                   | —                               | 7 de abril de 1895                                                  | 29 de novembro de 1895                                                               | Intendente nomeado pelo Governador Hercílio Luz                                                                                 |
| 5  | João Renaux Bauer        |                       | PRC                   | —                               | 29 de novembro de 1895                                              | 25 de março de 1898                                                                  | Intendente nomeado pelo Governador Hercílio Luz                                                                                 |
| 6  | Guilherme Kormann        |                       | PRC                   | —                               | 26 de março de 1898                                                 | 31 de dezembro de 1899                                                               | Intendente nomeado pelo Governador Hercílio Luz                                                                                 |
| 7  | Nicolau Gracher          |                       | PRC                   | —                               | 1° de janeiro de 1899                                               | 13 de novembro de 1901                                                               | Intendente nomeado pelo Governador Filipe Schmidt                                                                               |
| 8  | João Renaux Bauer        |                       | PRC                   | —                               | 13 de novembro de 1901                                              | 5 de janeiro de 1902                                                                 | Intendente nomeado pelo Governador Filipe Schmidt                                                                               |
| 9  | Guilherme Krieger        |                       | UCR                   | —                               | 5 de janeiro de 1902                                                | 31 de dezembro de 1902                                                               | Intendente nomeado pelo Governador Filipe Schmidt                                                                               |
| 10 | Carlos Kühne             |                       | PRC                   | —                               | 1° de janeiro de 1903                                               | 15 de junho de 1903                                                                  | Intendente nomeado pelo Governador Lauro Müller                                                                                 |
| 11 | Vicente Schaefer         |                       | PRC                   | —                               | 15 de junho de 1903                                                 | 31 de dezembro de 1903                                                               | Intendente nomeado pelo Governador Lauro Müller                                                                                 |
| 12 | Carlos Renaux            |                       | PRC                   | —                               | 1° de janeiro de 1904                                               | 31 de dezembro de 1906                                                               | Intendente nomeado pelo Governador Lauro Müller                                                                                 |
| 13 | Guilherme Krieger        |                       | UCR                   | —                               | 1° de janeiro de 1907                                               | 31 de dezembro de 1914                                                               | Intendente nomeado pelo Governador Gustavo Richard                                                                              |
| 14 | Carlos Renaux            |                       | PRC                   | —                               | 1° de janeiro de 1915                                               | 8 de novembro de 1915                                                                | Intendente nomeado pelo Governador Filipe Schmidt                                                                               |
| 15 | Otto Renaux              |                       | PRC                   | —                               | 8 de novembro de 1915                                               | 31 de dezembro de 1915                                                               | Intendente nomeado pelo Governador Filipe Schmidt                                                                               |
| 16 | Vicente Schaefer         |                       | PRC                   | —                               | 1° de janeiro de 1916                                               | 3 de agosto de 1918                                                                  | Intendente nomeado pelo Governador Filipe Schmidt                                                                               |
| 17 | João Schaefer            |                       | PRC                   | —                               | 4 de agosto de 1918                                                 | 31 de dezembro de 1918                                                               | Intendente nomeado pelo Governador Filipe Schmidt                                                                               |
| 18 | Augusto Bauer            |                       | PRC                   | —                               | 1° de janeiro de 1919                                               | 31 de dezembro de 1922                                                               | Intendente nomeado pelo Governador Hercílio Luz                                                                                 |
| 19 | João Schaefer            |                       | PRC                   | —                               | 1° de janeiro de 1923                                               | 27 de setembro de 1927                                                               | Intendente nomeado pelo Governador Hercílio Luz, faleceu no cargo                                                               |
| 20 | Humberto Matiolli        |                       | PRC                   | —                               | 27 de setembro de 1927                                              | 11 de novembro de 1927                                                               | Intendente interino nomeado pelo Governador Adolfo Konder                                                                       |
| 21 | Ernesto Bianchini        |                       | PRC                   | —                               | 11 de novembro de 1927                                              | 31 de dezembro de 1927                                                               | Intendente interino nomeado pelo Governador Adolfo Konder                                                                       |
| 22 | Augusto Bauer            |                       | PRC                   | —                               | 1° de janeiro de 1928                                               | 13 de outubro de 1930                                                                | Prefeito eleito em sufrágio universal                                                                                           |
| 23 | Rodolfo Vítor Tietzmann  |                       | AL                    | —                               | 13 de outubro de 1930                                               | 23 de abril de 1935                                                                  | Prefeito nomeado pelo Governador                                                                                                |
| 24 | Victor Ademar Gevaerd    |                       | LRC                   | —                               | 23 de abril de 1935                                                 | 6 de abril de 1937                                                                   | Prefeito nomeado pelo Governador                                                                                                |
| 25 | Adolpho Walendowsky      |                       | AIB                   | —                               | 6 de abril de 1937                                                  | 10 de novembro de 1937                                                               | Prefeito eleito em sufrágio universal.                                                                                          |
| 26 | Henrique Bosco           |                       | AIB                   | —                               | 10 de novembro de 1937                                              | 30 de novembro de 1937                                                               | Prefeito nomeado pelo Governador Nereu Ramos                                                                                    |
| 27 | Arthur Germano Risch     |                       | PLC                   | —                               | 1° de Dezembro de 1937                                              | 21 de março de 1940                                                                  | Prefeito nomeado pelo Governador Nereu Ramos                                                                                    |
| 28 | Germano Schaefer         |                       | PSE                   | —                               | 21 de março de 1940                                                 | 15 de fevereiro de 1943                                                              | Prefeito nomeado pelo Governador Nereu Ramos                                                                                    |
| 29 | Rodolfo Gerlach          |                       | PSD                   | —                               | 15 de fevereiro de 1943                                             | 31 de outubro de 1945                                                                | Prefeito nomeado pelo Governador Nereu Ramos                                                                                    |
| 30 | Paulo Lourenço Bianchini |                       | PSD                   | —                               | 1° de novembro de 1945                                              | 23 de abril de 1947                                                                  | Prefeito nomeado pelo Governador Nereu Ramos                                                                                    |
| 31 | Mário Olinger            |                       | UDN                   | —                               | 23 de abril de 1947                                                 | 3 de janeiro de 1948                                                                 | Prefeito nomeado pelo Governador                                                                                                |
| 32 | Paulo Lourenço Bianchini |                       | PSD                   | —                               | 3 de janeiro de 1948                                                | 31 de janeiro de 1951                                                                | Prefeito eleito em sufrágio universal                                                                                           |
| 33 | Mário Olinger            |                       | UDN                   | —                               | 31 de janeiro de 1951                                               | 13 de novembro de 1954                                                               | Prefeito eleito, renunciou o mandato para ser Deputado Estadual                                                                 |
| 34 | Aníbal Diegoli           |                       | UDN                   | —                               | 13 de novembro de 1954                                              | 31 de janeiro de 1956                                                                | Prefeito eleito por votação indireta da Câmara de Vereadores                                                                    |
| 35 | Carlos Moritz            |                       | UDN                   | —                               | 31 de janeiro de 1956                                               | 31 de janeiro de 1961                                                                | Prefeito eleito em sufrágio universal                                                                                           |
| 36 | Cyro Gevaerd             |                       | UDN                   | —                               | 31 de janeiro de 1961                                               | 31 de janeiro de 1966                                                                | Prefeito eleito em sufrágio universal                                                                                           |
| 37 | Antônio Heil             |                       | PSD                   | —                               | 31 de janeiro de 1966                                               | 31 de janeiro de 1970                                                                | Prefeito eleito em sufrágio universal                                                                                           |
| 38 | José Germano Schaefer    |                       | ARENA                 | Alexandre Merico (ARENA)        | 31 de janeiro de 1970                                               | 31 de janeiro de 1973                                                                | Prefeito e vice eleitos em sufrágio universal                                                                                   |
| 39 | César Moritz             |                       | MDB                   | Antônio Abelardo Bado (MDB)     | 31 de janeiro de 1973                                               | 31 de janeiro de 1977                                                                | Prefeito e vice eleitos em sufrágio universal                                                                                   |
| 40 | Alexandre Merico         |                       | ARENA                 | Antônio Moser (ARENA)           | 31 de janeiro de 1977                                               | 31 de janeiro de 1983                                                                | Prefeito e vice eleitos em sufrágio universal                                                                                   |
| 41 | José Celso Bonatelli     |                       | PMDB                  | Zeno Heinig (PMDB)              | 31 de janeiro de 1983                                               | 31 de dezembro de 1988                                                               | Prefeito e vice eleitos em sufrágio universal                                                                                   |
| 42 | Ciro Roza                |                       | PDT                   | Heraldo dos Santos (PDT)        | 1º de janeiro de 1989                                               | 31 de dezembro de 1992                                                               | Prefeito e vice eleitos em sufrágio universal                                                                                   |
| 43 | Danilo Moritz            |                       | PDT                   | Serafim Venzom (PDT)            | 1º de janeiro de 1993                                               | 31 de dezembro de 1996                                                               | Prefeito e vice eleitos em sufrágio universal                                                                                   |
| 44 | Hylario Zen              |                       | PPB                   | José Celso Bonatelli (PSDB)     | 1º de janeiro de 1997                                               | 31 de dezembro de 2000                                                               | Prefeito e vice eleitos em sufrágio universal                                                                                   |
| 45 | Ciro Roza                |                       | PFL                   | Dagomar Antonio Carneiro (PDT)  | 1º de janeiro de 2001                                               | 31 de dezembro de 2004                                                               | Prefeito e vice eleitos em sufrágio universal                                                                                   |
| 45 | Ciro Roza                | 1º de janeiro de 2005 | PFL                   | Dagomar Antonio Carneiro (PDT)  | 31 de dezembro de 2008                                              | Prefeito e vice reeleitos em sufrágio universal                                      | |
| 46 | Paulo Eccel              |                       | PT                    | Evandro de Farias, Farinha (PP) | 1º de janeiro de 2009                                               | 31 de dezembro de 2012                                                               | Prefeito e vice eleitos em sufrágio universal                                                                                   |
| 46 | Paulo Eccel              | 1º de janeiro de 2013 | PT                    | Evandro de Farias, Farinha (PP) | 30 de março de 2015                                                 | Prefeito e vice reeleitos em sufrágio universal, posteriormente cassados pelo TRE-SC | |
| 47 | Roberto Prudêncio        |                       | PSD                   | —                               | 31 de março de 2015                                                 | 5 de junho de 2016                                                                   | Presidente da Câmara no cargo de titular interinamente                                                                          |
| 48 | José Luiz Cunha          |                       | PP                    | Rolf Kaestner (PP)              | 5 de junho de 2016                                                  | 31 de dezembro de 2016                                                               | Prefeito e vice eleitos por votação indireta da Câmara de Vereadores                                                            |
| 49 | Jonas Oscar Paegle       |                       | PSB                   | José Ari Vequi (PMDB)           | 1º de janeiro de 2017                                               | 31 de dezembro de 2020                                                               | Prefeito e vice eleitos em sufrágio universal                                                                                   |
| 50 | José Ari Vequi           |                       | MDB                   | Gilmar Doerner (DC)             | 1º de janeiro de 2021                                               | 8 de maio de 2023                                                                    | Prefeito e vice eleitos em sufrágio universal, posteriormente cassados pelo TSE                                                 |
| 51 | André Vechi              |                       | DC                    | André Batisti, Deco (PL)        | 8 de maio de 2023 (25 de Setembro de 2023 como Prefeito Definitivo) | 31 de dezembro de 2024                                                               | Presidente da câmara no cargo do titular, após a cassação pelo TSE.Prefeito e vice posteriormente eleitos em sufrágio universal |
| 51 | André Vechi              | PL                    | 1° de janeiro de 2025 | André Batisti, Deco (PL)        | Atualidade                                                          | Prefeito e vice reeleitos em sufrágio universal                                      | |